# N4,N4-二甲基胞苷
N4,N4-二甲基胞苷是一种含氮有机化合物，化学式C11H17N3O5，是胞苷的二甲基化衍生物。它在盐酸溶液中可以水解，水解的一级反应速率低于N4-甲基胞苷，高于N4,5-二甲基胞苷。